# Everyday Robots (álbum)
Everyday Robots es el primer álbum en solitario del músico británico Damon Albarn, conocido como el frontman de las bandas Blur y Gorillaz. El disco fue producido por Richard Russell y lanzado el 25 de abril de 2014. Contiene contribuciones de Brian Eno, de la cantante Natasha Khan y la Leytonstone City Mission Choir.
El álbum contiene cinco singles: "Everyday Robots", "Lonely Press Play", "Hollow Ponds", "Mr Tembo", y "Heavy Seas of Love". Everyday Robots recibió críticas positivas, y debutó en el número 2 en los UK Albums Chart.
La banda con la que Damon Albarn toca en vivo, es llamada "The Heavy Seas", la cual cuenta con el bajista Seye, en la batería Pauli the PSM, el guitarrista Jeff Wootton, quien ha colaborado en bandas como Beady Eye de Liam Gallagher y Gorillaz, y Mike Smith en los teclados.
El 22 de abril de 2014, hubo un streaming del álbum en iTunes.

## Crítica
Everyday Robots ha recibido en general positivas críticas. En Metacritic, el álbum recibió un puntaje de 76/100, basado en 36 reseñas. Rob Fitzpatrick de Q magazine dijo que el álbum es uno de los mejores que ha escuchado. La Rolling Stone dio una reseña positiva del disco, enfatizando en la habilidad de Albarn de producir y escribir música melancólica, con un toque más íntimo que sus anteriores trabajos con Blur y Gorillaz

## Lista de canciones
No.	Título	Duración
1. "Everyday Robots"  	3:57
2. "Hostiles"  	4:09
3. "Lonely Press Play"  	3:42
4. "Mr Tembo" (featuring. The Leytonstone City Mission Choir)	3:43
5. "Parakeet"  	0:43
6. "The Selfish Giant" (featuring. Natasha Khan)	4:47
7. "You and Me" (featuring. Brian Eno)	7:05
8. "Hollow Ponds"  	4:59
9. "Seven High"  	1:00
10. "Photographs (You Are Taking Now)"  	4:43
11. "The History of a Cheating Heart"  	4:00
12. "Heavy Seas of Love" (featuring. Brian Eno & The Leytonstone City Mission Choir)	3:44

### iTunes Special Edition Bonus Tracks
No.	Título	Duración
1. "Father's Daughter's Son"  	3:39
2. "Empty Club"              3:16